# Гумбасо (Савона)
Гумбасо је насеље у Италији у округу Савона, региону Лигурија.
Према процени из 2011. у насељу је живело 43 становника. Насеље се налази на надморској висини од 17 м.